# Sainte-Anne (Loir-et-Cher)
Sainte-Anne é uma comuna francesa na região administrativa do Centro, no departamento Loir-et-Cher. Estende-se por uma área de 5,08 km². Em 2010 a comuna tinha 493 habitantes (densidade: 97 hab./km²).